# Kyffhäuserland
Kyffhäuserland ist eine Gemeinde im thüringischen Kyffhäuserkreis. Sie entstand am 31. Dezember 2012 aus dem Zusammenschluss von acht Gemeinden. In Kyffhäuserland leben ca. 4000 Einwohner.

## Geografie

### Geografische Lage
Die Gemeinde liegt mitten im Kyffhäuserkreis. Im Norden ist die Grenze des Gemeindegebiets zugleich die Grenze des Kyffhäuserkreises und die Landesgrenze von Thüringen zu Sachsen-Anhalt. Im Osten wird die Gemeinde vom Gebiet der Stadt Bad Frankenhausen/Kyffhäuser begrenzt und im Westen vom Gebiet der Kreisstadt Sondershausen sowie der Stadt Heringen/Helme. Im Süden grenzen die Landgemeinde Kindelbrück im Landkreis Sömmerda, die Gemeinde Trebra und die Stadt Greußen sowie die Gemeinde Oberbösa an.
Mit nur rund 30 Einwohnern pro Quadratkilometer gehört die Gemeinde zu den am dünnsten besiedelten Gegenden Thüringens. Mit der Hainleite im Süden, dem Kyffhäuser im Osten und der Windleite im Westen liegen gleich drei Mittelgebirge im Gemeindegebiet, deren ausgedehnte Laubwälder aufgrund vorhergehender militärischer Nutzung zum Teil noch Sperrgebiete sind. Größter Fluss in der Gemeinde ist die Wipper, die die vier südlichen Ortsteile Hachelbich, Göllingen, Seega und Günserode durchfließt. Der Badraer oder Thalebener Bach, ein Zufluss der Unstrut, entspringt südwestlich von Badra und fließt in einem nach Norden ausholenden Bogen durch das nördliche Gemeindegebiet.

### Gemeindegliederung
Die Gemeinde Kyffhäuserland ist eine Einheitsgemeinde und besteht aus den Ortsteilen Badra, Bendeleben, Göllingen, Günserode, Hachelbich, Rottleben, Seega und Steinthaleben, entsprechend den acht ehemaligen Gemeinden. Weiterhin liegen die Papiermühle, Schersen, Rathsfeld und Kyffhausen im Gemeindegebiet.

## Geschichte
Die acht Gemeinden, aus denen Kyffhäuserland entstanden ist, erledigten seit dem 8. März 1994 ihre Verwaltungsgeschäfte gemeinsam in der Verwaltungsgemeinschaft Kyffhäuser, die mit Wirkung vom 29. November 1994 um die Gemeinde Oberbösa erweitert wurde. Seit 2007 gab es Bestrebungen zur Umwandlung der Verwaltungsgemeinschaft in eine Einheitsgemeinde. Schließlich beschlossen im Herbst 2011 die Gemeinderäte von acht Mitgliedsgemeinden der Verwaltungsgemeinschaft deren Auflösung und den Zusammenschluss zur Einheitsgemeinde Kyffhäuserland. Nach Zustimmung des Innenausschusses des Thüringer Landtags, stimmte der Landtag am 22. November 2012 der Gemeindefusion zu. Die Gemeinde Oberbösa schloss sich diesem Schritt nicht an und wechselte zum 31. Dezember 2012 in die Verwaltungsgemeinschaft Greußen, während sich die anderen Gemeinden der Verwaltungsgemeinschaft Kyffhäuser ebenfalls am 31. Dezember 2012 zur Gemeinde Kyffhäuserland zusammenschlossen.

### Einwohnerentwicklung
Die Einwohnerzahlen der acht Orte sind schon seit langer Zeit rückläufig:
| - 1910 – 6.557 - 1939 – 6.203 - 1989 – 5.470 - 1995 – 5.042 - 2000 – 4.927 - 2005 – 4.689 - 2010 – 4.320 | - 2012 – 4.119 - 2013 – 4.062 - 2014 – 4.032 - 2015 – 3.999 - 2016 – 3.949 - 2017 – 3.860 - 2018 – 3.872 | - 2019 – 3.843 - 2020 – 3.879 - 2021 – 3.866 - 2022 – 3.887 |

Datenquelle ab 1995: Thüringer Landesamt für Statistik, ab 2012 als Kyffhäuserland

## Politik
Kyffhäuserland ist Rechtsnachfolgerin der acht Ortsteile und der Verwaltungsgemeinschaft Kyffhäuser.

### Gemeinderat
Das im Diagramm dargestellte Ergebnis der Kommunalwahl am 26. Mai 2024 führte zu folgender Sitzverteilung (mit Vergleich zu vorigen Wahlen):
| Sitzverteilung im Gemeinderat | Sitzverteilung im Gemeinderat | Sitzverteilung im Gemeinderat | Sitzverteilung im Gemeinderat | Kommunalwahl 2024Wahlbeteiligung: 66,3 % (2019: 65,7 %) %403020100 32,5 %9,9 %6,2 %22,2 %14,8 %14,4 % CDULinkebSPDUnser DorfWVWeFWKLfAnmerkungen:b Die Linke/Offene Listee Wählervereinigung Wippertalf Freie Wähler Kyffhäuserland |
| Partei / Liste                | 2024                          | 2019                          | 2013                          | Kommunalwahl 2024Wahlbeteiligung: 66,3 % (2019: 65,7 %) %403020100 32,5 %9,9 %6,2 %22,2 %14,8 %14,4 % CDULinkebSPDUnser DorfWVWeFWKLfAnmerkungen:b Die Linke/Offene Listee Wählervereinigung Wippertalf Freie Wähler Kyffhäuserland |
| CDU                           | 5                             | 5                             | 5                             | Kommunalwahl 2024Wahlbeteiligung: 66,3 % (2019: 65,7 %) %403020100 32,5 %9,9 %6,2 %22,2 %14,8 %14,4 % CDULinkebSPDUnser DorfWVWeFWKLfAnmerkungen:b Die Linke/Offene Listee Wählervereinigung Wippertalf Freie Wähler Kyffhäuserland |
| Linke/Offene Liste            | 2                             | 2                             | 1                             | Kommunalwahl 2024Wahlbeteiligung: 66,3 % (2019: 65,7 %) %403020100 32,5 %9,9 %6,2 %22,2 %14,8 %14,4 % CDULinkebSPDUnser DorfWVWeFWKLfAnmerkungen:b Die Linke/Offene Listee Wählervereinigung Wippertalf Freie Wähler Kyffhäuserland |
| SPD                           | 1                             | 1                             | 1                             | Kommunalwahl 2024Wahlbeteiligung: 66,3 % (2019: 65,7 %) %403020100 32,5 %9,9 %6,2 %22,2 %14,8 %14,4 % CDULinkebSPDUnser DorfWVWeFWKLfAnmerkungen:b Die Linke/Offene Listee Wählervereinigung Wippertalf Freie Wähler Kyffhäuserland |
| FDP                           | –                             | 0                             | 1                             | Kommunalwahl 2024Wahlbeteiligung: 66,3 % (2019: 65,7 %) %403020100 32,5 %9,9 %6,2 %22,2 %14,8 %14,4 % CDULinkebSPDUnser DorfWVWeFWKLfAnmerkungen:b Die Linke/Offene Listee Wählervereinigung Wippertalf Freie Wähler Kyffhäuserland |
| Freie Wähler Kyffhäuserland   | 2                             | 2                             | 6                             | Kommunalwahl 2024Wahlbeteiligung: 66,3 % (2019: 65,7 %) %403020100 32,5 %9,9 %6,2 %22,2 %14,8 %14,4 % CDULinkebSPDUnser DorfWVWeFWKLfAnmerkungen:b Die Linke/Offene Listee Wählervereinigung Wippertalf Freie Wähler Kyffhäuserland |
| Wählervereinigung Seega       | –                             | 2                             | 1                             | Kommunalwahl 2024Wahlbeteiligung: 66,3 % (2019: 65,7 %) %403020100 32,5 %9,9 %6,2 %22,2 %14,8 %14,4 % CDULinkebSPDUnser DorfWVWeFWKLfAnmerkungen:b Die Linke/Offene Listee Wählervereinigung Wippertalf Freie Wähler Kyffhäuserland |
| Wandel in Rottleben           | –                             | 1                             | 1                             | Kommunalwahl 2024Wahlbeteiligung: 66,3 % (2019: 65,7 %) %403020100 32,5 %9,9 %6,2 %22,2 %14,8 %14,4 % CDULinkebSPDUnser DorfWVWeFWKLfAnmerkungen:b Die Linke/Offene Listee Wählervereinigung Wippertalf Freie Wähler Kyffhäuserland |
| Unser Dorf                    | 4                             | 3                             | –                             | Kommunalwahl 2024Wahlbeteiligung: 66,3 % (2019: 65,7 %) %403020100 32,5 %9,9 %6,2 %22,2 %14,8 %14,4 % CDULinkebSPDUnser DorfWVWeFWKLfAnmerkungen:b Die Linke/Offene Listee Wählervereinigung Wippertalf Freie Wähler Kyffhäuserland |
| Wählervereinigung Wippertal   | 2                             | –                             | –                             | Kommunalwahl 2024Wahlbeteiligung: 66,3 % (2019: 65,7 %) %403020100 32,5 %9,9 %6,2 %22,2 %14,8 %14,4 % CDULinkebSPDUnser DorfWVWeFWKLfAnmerkungen:b Die Linke/Offene Listee Wählervereinigung Wippertalf Freie Wähler Kyffhäuserland |

### Bürgermeister
Die erste Bürgermeisterwahl nach der Gemeindeneugründung fand am 14. April 2013 mit einer Beteiligung von 60,2 % statt. Mit 50,8 % der gültigen abgegebenen Stimmen wurde der CDU-Politiker Knut Hoffmann gewählt. Am 17. März 2019 wurde er mit 65 % der Stimmen wiedergewählt.

### Wappen
Blasonierung: „In Silber mit achtfach geständertem silber-grünem Bord, ein grüner Berg belegt mit einem bekrönten, bärtigen goldenen Mann, mit einem roten Turm darüber. Im Schildfuß drei silberne Wellenleisten.“
Die Gemeinde entstand aus 8 Ortsteilen, dafür steht der achtfach geständerte Bord. Der grüne Berg zeigt das Kyffhäusergebirge mit dem charakteristischen Denkmal darüber. Der bärtige, bekrönte Mann spielt auf Kaiser Barbarossa an, welcher der Sage nach im Kyffhäusergebirge schlafen soll. Die drei silbernen Wellen symbolisieren die große und die kleine Wipper.

#### Wappen der Ortsteile

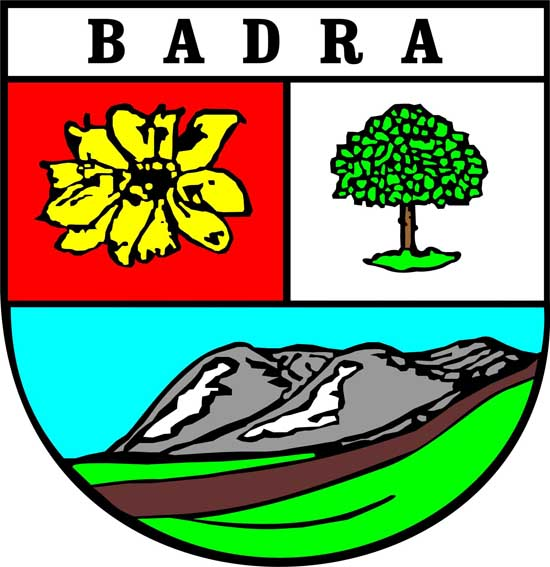
Badra
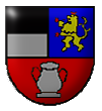
Bendeleben
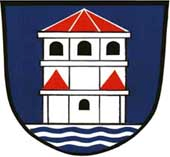
Göllingen
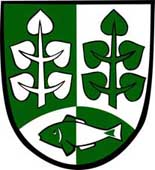
Günserode
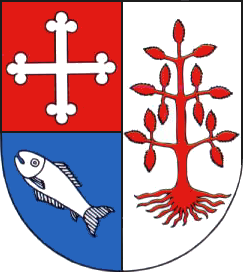
Hachelbich
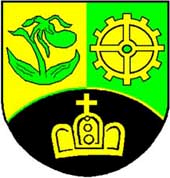
Rottleben
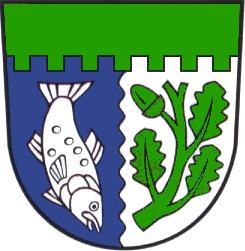
Seega
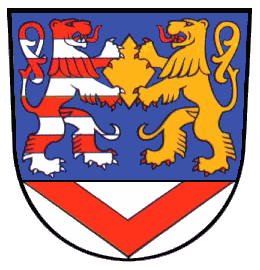
Steinthaleben

## Wirtschaft und Verkehr

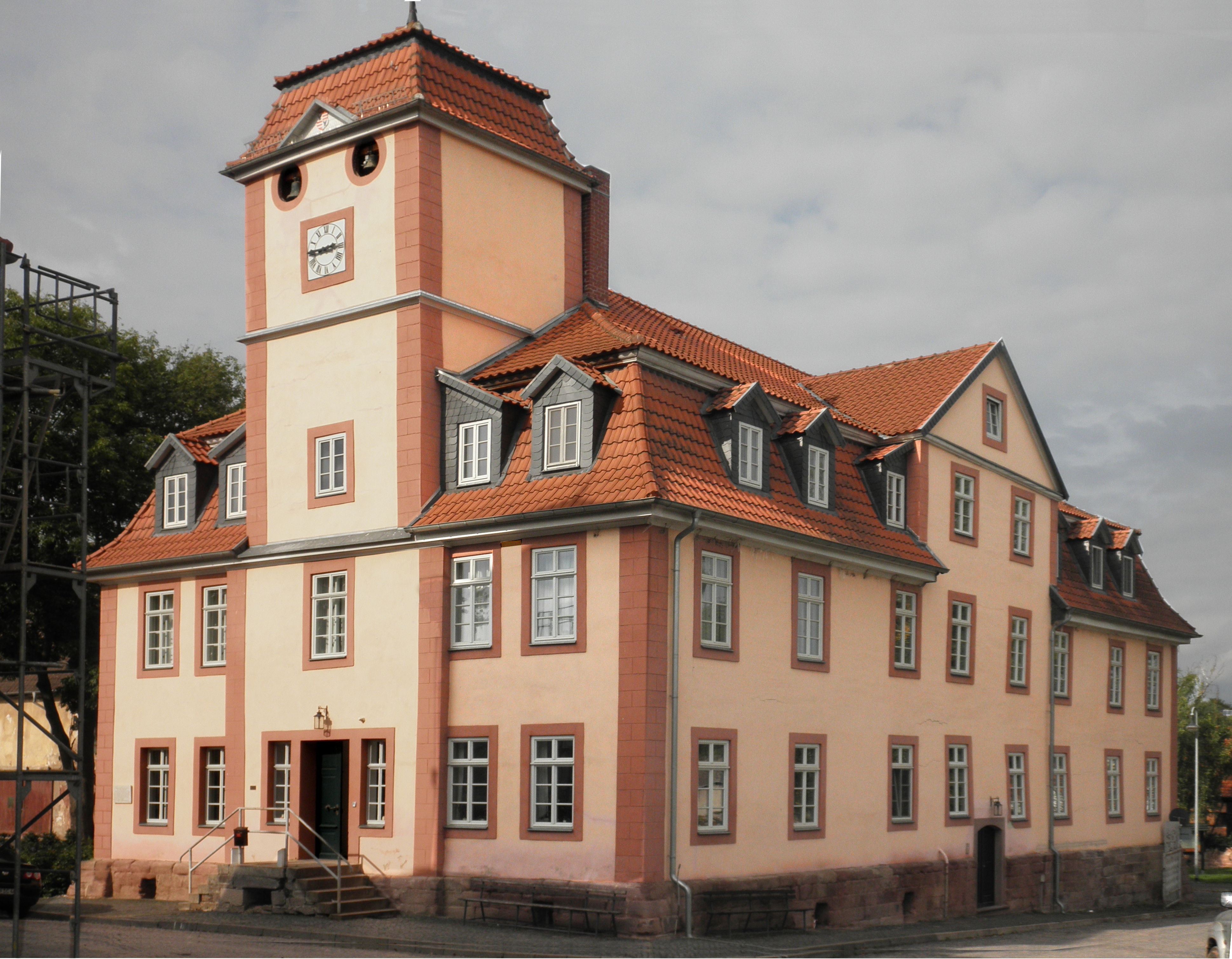
Das Alte Schloss in Bendeleben

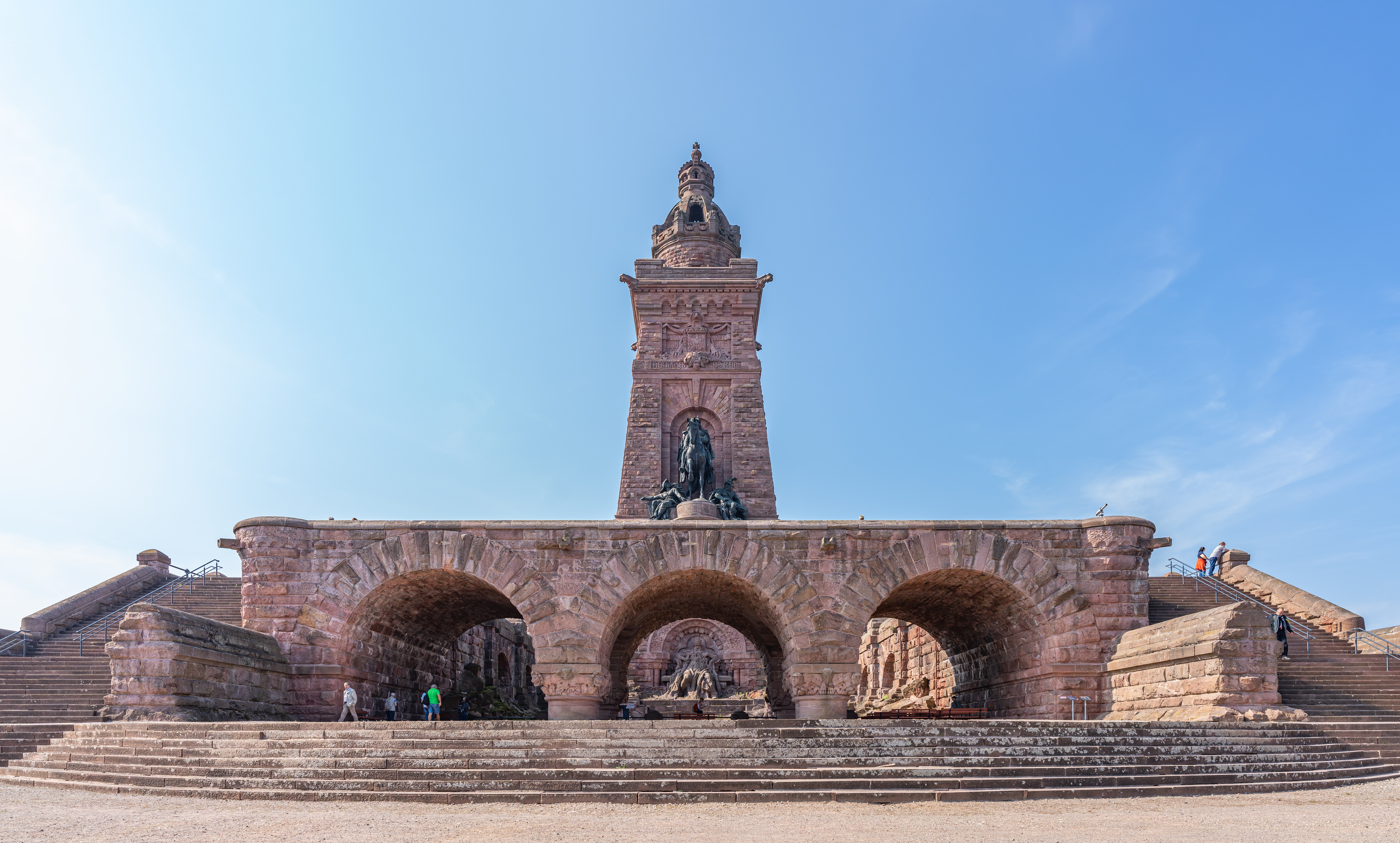
Das Kyffhäuserdenkmal in Steinthaleben

Die Gemeinde ist landwirtschaftlich geprägt und verfügt darüber hinaus nicht über nennenswerte Gewerbeansiedlungen der Industrie oder Dienstleistungen, was auch mit der nachteiligen Lage zwischen Gebirgen abseits schneller Verkehrswege zusammenhängt. Im 20. Jahrhundert spielte der Bergbau auf Kalisalz eine wichtige Rolle, wobei die Förderung nach 1990 eingestellt wurde.
Kyffhäuserland liegt etwa 15 Kilometer südlich der Bundesautobahn 38. Die Bundesstraße 85 führt durch das Kyffhäusergebirge im Nordosten der Gemeinde, ohne jedoch einen ihrer Ortsteile zu durchqueren. Wichtige Landesstraßen führen von Sondershausen nach Bad Frankenhausen über Bendeleben und Rottleben sowie von Sondershausen nach Kelbra über Badra.
Eigene Anbindungen an das Schienennetz sind seit der Einstellung der Kyffhäuserbahn 2006 mit vormaligen Halten in Rottleben, Göllingen und Hachelbich nicht mehr vorhanden. Nächste Zugänge zum Bahnnetz sind nun Sondershausen im Westen (Strecke Erfurt–Nordhausen), Berga-Kelbra im Norden (Strecke Halle–Kassel) sowie Griefstedt, Heldrungen und Artern im Südosten (Strecke Erfurt–Sangerhausen).